# Hyles canadensis
Hyles canadensis är en fjärilsart som beskrevs av Achille Guenée 1868. Hyles canadensis ingår i släktet Hyles och familjen svärmare. Inga underarter finns listade i Catalogue of Life.